# Scrat
Scrat é um personagem ficcional, um esquilo-dente-de-sabre, cuja primeira aparição foi no filme de longa-metragem Ice Age, feito pela Blue Sky Studios em 2002, o qual foi indicado ao Oscar na categoria de Oscar de melhor filme de animação Scrat é bastante conhecido por estar sempre obcecado por sua bolota, constantemente pondo sua vida em perigo para protegê-la e obtê-la.
Scrat teve voz do diretor Chris Wedge em todos os filmes da Era do Gelo e curtas-metragens, apenas interagindo diretamente com os personagens principais da história em oito ocasiões, principalmente com Sid. Em um recurso especial no DVD do segundo filme, seu nome foi afirmado como uma mistura das palavras "squirrel" (esquilo) e "rat" (rato), sua espécie supostamente teria sido um ancestral comum de ambos. No comentário do DVD de A Era do Gelo, ele é referido como "The Scrat" pelos diretores Wedge e Carlos Saldanha.
O personagem serviu de mascote para seu estúdio de animação, Blue Sky Studios, até seu fechamento.

## Conceito e criação
A origem do Scrat é contestada. A designer de desenhos animados Ivy Supersonic afirma que ela criou o personagem em 1999, depois de ver um híbrido de esquilo-rato em Case Green do Skidmore College. Ela chamou seu personagem de "Sqrat" e diz que apresentou a ideia aos executivos de filmes da 20th Century Fox. Uma reportagem da CNN feita por Jeanne Moos sobre a descoberta de Ivy foi ao ar em 2000, dois anos antes de Ice Age entrar em desenvolvimento. A Supersonic afirma que os próprios documentos do estúdio realmente identificaram o personagem em Ice Age como "Sqrat", embora sua criação não tenha sido um dente de sabre. Ivy Supersonic recebeu um acordo de US $ 300.000 pela Fox Studios. Ela recusou e, posteriormente, perdeu no tribunal. O caso está atualmente em apelação (Caso nº 04401 Tribunal de Apelações, Segundo Circuito, NYC). Ela ainda tem esperanças de receber indenização por sua alegada violação. Supersonic ganhou um julgamento sumário parcial do Trademark Trial and Appeal Board em um processo reverso, Fox Film Corporation v. Ivy Silberstein (seu nome real), no qual a Fox tentou impedi-la de registrar a marca "SQRAT".

## Espécie
Scrat é um esquilo pré-histórico. Ele sempre é comparado com vários mamíferos a fim de saber qual sua espécie. Porem isso fica difícil porque Scrat tem o focinho alongado demais. Portanto ele lembra um pouco a espécie Cronopio dentiacutus. Scrat muitas vezes é referido como um "esquilo dente de sabre". O mas difícil é descobrir a espécie de Scratita, pois esta possui uma pele entre os membros que a ajuda a planar.

## Aparições

### Ice Age
Em Ice Age, Scrat primeiro ataca Sid quando este tenta comer sua bolota, recuperando-a com sucesso. Mais tarde, ele encontra Manny, Sid e Diego perguntando onde está a família do bebê e Scrat tenta contar a eles sobre tigres dente-de-sabre nas proximidades, mas Diego chuta Scrat antes que ele pudesse fazê-lo.

### Ice Age: The Meltdown
Em Ice Age: The Meltdown, depois que Scrat cria um buraco no vale e libera todo o gelo derretido, depois ataca Sid por salvar sua vida (quando ele já havia quase morrido e ido para o paraíso e estava prestes a obter uma bolota gigante).

### Ice Age: Dawn of the Dinosaurs
Em Ice Age: Dawn of the Dinosaurs, Scrat é pisado por Manny e cai na cabeça de Sid enquanto persegue sua bolota. Em seguida, ele aparece quando os "filhos" de Sid estão jogando uma bola, a bola sendo na verdade Scrat. Além disso, quando Scratte arranca sua pele, ele grita tão alto que o rebanho pode ouvi-lo, fazendo com que Crash e Eddie considerem o lugar uma "Selva da Miséria". Por fim, enquanto Diego está dormindo, ele acorda quando é atingido pela bolota de Scrat.

### Ice Age: Continental Drift
Em Ice Age: Continental Drift, ele é feito refém pelo Capitão Gutt e sua tripulação ao mesmo tempo que Manny, Sid e Diego, eventualmente escapando quando o navio afunda. Sid abre um molusco, ele encontra Scrat dentro. A avó de Sid confunde Scrat com um rato e bate nele continuamente com sua bengala até que ele caia no oceano.

### Ice Age: Collision Course
Em Ice Age: Collision Course, Scrat acidentalmente lança vários meteoros mortais para a Terra depois que uma tentativa de enterrar sua bolota o leva a assumir o controle de um OVNI.

### Curtas
Scrat é o personagem principal em quatro curtas-metragens. No primeiro, Gone Nutty, ele perde sua coleção de bolotas em uma cadeia catastrófica de eventos. Ele enfia sua bolota em um buraco no meio da coleção, que despedaça a pilha e com ela todo o continente – que dá início à deriva continental. No segundo filme, No Time for Nuts, Scrat encontra uma máquina do tempo deixada por um viajante do tempo e visita vários eventos históricos. Ele fica preso em um futuro assustador quando os carvalhos foram extintos, mas de alguma forma consegue retornar ao período de tempo da série. Um terceiro curta-metragem, Scrat's Continental Crack-up, foi lançado em 2010 acompanhando o longa Gulliver's Travels, e mais tarde com Rio como uma promoção para Ice Age: Continental Drift. Um quarto curta-metragem, Cosmic Scrat-tastrophe, foi lançado em 2015, precedendo o lançamento nos cinemas de The Peanuts Movie. Outro curta-metragem, Scrat: Spaced Out foi lançado em 2016 na mídia doméstica com Collision Course.
Scrat também tem uma aparição em Surviving Sid. 

### Outras aparições
Scrat é o personagem principal do videogame Ice Age: The Meltdown. Ele também é jogável nos outros dois jogos baseados na série. Começando com o filme Epic de 2013, Scrat se tornaria o mascote da Blue Sky Studios e foi apresentado em seu logotipo de produção até o filme final do estúdio Spies in Disguise. Scrat faz uma aparição no episódio "Sibling Rivalry" de Family Guy, em uma gag em que Peter Griffin diz que as nozes de Scrat são dele, levando Scrat a atacar Peter.

#### Scrat Tales
Em 4 de maio de 2021, havia rumores de que uma curta série produzida pela Blue Sky Studios conhecida como Scrat Tales chegaria ao Disney +. A série seguiria Scrat, que descobria que ele tem um filho. As imagens da série foram posteriormente vazadas no YouTube, com ex-animadores da Blue Sky revelando que a série chegaria ao Disney + em 2022 após The Ice Age Adventures of Buck Wild. Uma pelúcia para o personagem do filho de Scrat também foi revelada no site da Just Play Products, com a segunda imagem apresentando uma etiqueta azul contendo o logotipo de Scrat Tales, embora a lista tenha sido renomeada para The Ice Age Adventures of Buck Wild para promover o novo filme. Em 22 de fevereiro de 2022, foi anunciado que Scrat Tales seria lançado no Disney+ em 13 de abril de 2022.